# الدمنة (المحويت)

تعديل مصدري - تعديل

الدمنة هي إحدى قرى عزلة العرقوب بمديرية المحويت التابعة لمحافظة المحويت، بلغ تعداد سكانها 88 نسمة حسب تعداد اليمن لعام 2004.